# ليتلتون (كارولاينا الشمالية)
ليتلتون (بالإنجليزية: Littleton, North Carolina)‏ هي بلدة أمريكية تقع في الولايات المتحدة في مقاطعة هاليفاكس، كارولاينا الشمالية. يقدر عدد سكانها بـ 674 نسمة ومساحتها 2.5 كم2 و وترتفع عن سطح البحر 118 متر.

## التركيبة السكانية
حدّد مكتب تعداد الولايات المتحدة بيانات التركيبة السكانية لليتلتون في تعداد الولايات المتحدة. في ما يلي، التركيبة السكانية حسب تعدادي 2000 و2010.

### تعداد عام 2000
بلغ عدد سكان ليتلتون 692 نسمة بحسب تعداد عام 2000، وبلغ عدد الأسر 333 أسرة وعدد العائلات 201 عائلة مقيمة في البلدة. في حين سجلت الكثافة السكانية 281.3 نسمة لكل كيلومتر مربع (728.6/ميل2). وبلغ عدد الوحدات السكنية 378 وحدة بمتوسط كثافة قدره 153.7 لكل كيلومتر مربع (398.1/ميل2).
وتوزع التركيب العرقي للبلدة بنسبة 54.34% من البيض و42.77% من الأمريكيين الأفارقة و0.29% من الأمريكيين الأصليين و0.43% من الأمريكيين ذوي الأصول الآسيوية و1.16% من الأعراق الأخرى و1.01% من عرقين مختلطين أو أكثر و1.16% من الهسبانيون أو اللاتينيون من أي عرق.
بلغ عدد الأسر 333 أسرة كانت نسبة 23.7% منها لديها أطفال تحت سن الثامنة عشر تعيش معهم، وبلغت نسبة الأزواج القاطنين مع بعضهم البعض 35.7% من أصل المجموع الكلي للأسر، ونسبة 20.1% من الأسر كان لديها معيلات من الإناث دون وجود شريك،  بينما كانت نسبة 4.5% من الأسر لديها معيلون من الذكور دون وجود شريكة وكانت نسبة 39.6% من غير العائلات. تألفت نسبة 38.7% من أصل جميع الأسر من عدة أفراد يعيشون في نفس المنزل ونسبة 20.4% كانت تتألف من شخص يعيش بمفرده يبلغ من العمر 65 عاماً أو أكثر. وبلغ متوسط حجم الأسرة المعيشية 2.08، أما متوسط حجم العائلات فبلغ 2.70.
بلغ العمر الوسطي للسكان 46.8 عاماً. وكانت نسبة 21.5% من القاطنين تحت سن الثامنة عشر، وكانت نسبة 5.3% بين الثامنة عشر والرابعة والعشرين عاماً، ونسبة 20.2% كانت واقعةً في الفئة العمرية ما بين الخامسة والعشرين والرابعة والأربعين عاماً، ونسبة 25.7% كانت ما بين الخامسة والأربعين والرابعة والستين، ونسبة 27.2% كانت ضمن فئة الخامسة والستين عاماً فما فوق. يوجد لكل 100 أنثى 68.8 ذكر، ويوجد لكل 100 أنثى في الثامنة عشر من عمرها فما فوق 65.5 ذكر.
بلغ متوسط دخل الأسرة في البلدة 23,182 دولارًا، أما متوسط دخل العائلة فبلغ 37,500 دولارًا. وكان متوسط دخل الذكور 29,583 دولارًا مقابل 22,375 دولارًا للإناث. وسجل دخل الفرد الخاص بالبلدة 15,901 دولارًا. وكانت نسبة 19.1% من العائلات ونسبة 22.3% من السكان تحت خط الفقر، وكان من هؤلاء نسبة 26.7% تحت سن الثامنة عشر ونسبة 17.5% في الخامسة والستين من العمر وما فوق.

### تعداد عام 2010
بلغ عدد سكان ليتلتون 674 نسمة بحسب تعداد عام 2010، وبلغ عدد الأسر 327 أسرة وعدد العائلات 179 عائلة مقيمة في البلدة. في حين سجلت الكثافة السكانية 274 نسمة لكل كيلومتر مربع (709.7/ميل2). وبلغ عدد الوحدات السكنية 395 وحدة بمتوسط كثافة قدره 160.6 لكل كيلومتر مربع (416.0/ميل2).
وتوزع التركيب العرقي للبلدة بنسبة 48.37% من البيض و47.03% من الأمريكيين الأفارقة و1.19% من الأمريكيين الأصليين و0.45% من الأمريكيين ذوي الأصول الآسيوية و0.45% من سكان جزر المحيط الهادئ و1.48% من الأعراق الأخرى و1.04% من عرقين مختلطين أو أكثر و1.19% من الهسبانيون أو اللاتينيون من أي عرق.
بلغ عدد الأسر 327 أسرة كانت نسبة 22% منها لديها أطفال تحت سن الثامنة عشر تعيش معهم، وبلغت نسبة الأزواج القاطنين مع بعضهم البعض 31.5% من أصل المجموع الكلي للأسر، ونسبة 18.3% من الأسر كان لديها معيلات من الإناث دون وجود شريك،  بينما كانت نسبة 4.9% من الأسر لديها معيلون من الذكور دون وجود شريكة وكانت نسبة 45.3% من غير العائلات. تألفت نسبة 41% من أصل جميع الأسر من عدة أفراد يعيشون في نفس المنزل ونسبة 20.5% كانت تتألف من شخص يعيش بمفرده يبلغ من العمر 65 عاماً أو أكثر. وبلغ متوسط حجم الأسرة المعيشية 2.06، أما متوسط حجم العائلات فبلغ 2.77.
بلغ العمر الوسطي للسكان 48.3 عاماً. وكانت نسبة 20% من القاطنين تحت سن الثامنة عشر، وكانت نسبة 6.7% بين الثامنة عشر والرابعة والعشرين عاماً، ونسبة 16.9% كانت واقعةً في الفئة العمرية ما بين الخامسة والعشرين والرابعة والأربعين عاماً، ونسبة 32.9% كانت ما بين الخامسة والأربعين والرابعة والستين، ونسبة 23.4% كانت ضمن فئة الخامسة والستين عاماً فما فوق. وتوزع التركيب الجنسي للسكان بنسبة 41.4% ذكور و58.6% إناث.